# Potraga za nestalim (1958.)
Potraga za nestalim je hrvatska televizijska drama iz 1958. godine, autora Kreše Novosela, 
Dugo se smatrala prvom izvorno napisanom TV-dramom u Hrvatskoj, sve dok naknadna istraživanja nisu potvrdila da se temelji na postojećem radiodramskom tekstu Oskara Sudolija pod naslovom Ne može se uvijek umrijeti. Unatoč tome, Novosel je napravio znatne promjene u likovima, situacijama i dijalozima, pa se drama nerijetko opisuje i kao slobodna televizijska obrada Sudolijeve priče.
Premijerno prikazana 19. siječnja 1958. godine na Televiziji Zagreb.

## Radnja
Radnja prati potragu za mladim partizanom koji je nestao tijekom Narodnooslobodilačke borbe. U Sudolijevoj verziji radijski djelatnik Crvenog križa traga za nestalim mladićem, dok je u Novoselovoj adaptaciji taj lik zamijenjen urednikom novinske rubrike „Nestali u ratu“.
U procesu traganja, otkrivaju se dijelovi priče kroz razgovore s različitim osobama koje su poznavale nestalog – od vojnika i svjedoka do njegove djevojke. Pojavljuju se brojni epizodni likovi: časnik, krčmar, lopov (švercer), prodavač slika, sudac-istražitelj i drugi.
U Sudolijevoj verziji, mladi partizan pokušava uništiti tragove vlastitog identiteta kako bi mu majka mogla živjeti u nadi da se možda jednog dana ipak vrati. U Novoselovoj verziji, isti mladić, prije smrti, zamoli djevojku da piše njegovoj majci pisma, kako bi ona vjerovala da je još živ – čime se u priču unose elementi melodrame.

## Kontroverze
U literaturi se vodila rasprava je li riječ o izvornoj TV-drami ili o adaptaciji. Iako su neki autori, poput Borislava Mrkšića, tvrdili da je drama originalna, naknadna istraživanja pokazuju da je tekst Novosela pisan „prema ideji Oskara Sudolija“. Budući da izvorni tekst Novoselove verzije nije sačuvan, kao ni snimka drame, ne može se sa sigurnošću reći koliko se verzije razlikuju.

## Značaj
Unatoč nejasnoćama oko autorstva, Potraga za nestalim ostaje važan rani primjer televizijske drame u Hrvatskoj, osobito zbog svoje tematike i dramaturškog pristupa. Smatra se prethodnicom Novoselova ciklusa Priče mojih drugova.